# Andet angelske godsdistrikt
Det andet angelske godsdistrikt blev oprettet i 1713 og dækkede over de adelsgodser i Slesvig, som stod uden for de sluttede godsområder i Østangel, Als, Svansø og Jernved.

## Historie
Fra begyndelsen af 1600-tallet udviklede sig adelsgodserne i Slesvig til selvstændige administrative enheder under hertugdømmernes fællesregering. De fleste godser fik også birkret. De var dermed som selvstændig retskreds udskilt af både amter og herreder. I 1713 blev de sønderjyske adelsgodser administrativt inddelt i fire godsdistrikter (1. og 2. angelske godsdistrikt, Svansø og Jernved godsdistrikt). Godsdistrikter udgjorde dog ingen retsområde.
Under det andet angelske godsdistrikt dækkede (trods navnet) godserne, som lå uden for de sluttede godsområder i det sydøstlige Sønderjylland. De lå altså spredt over hele Slesvig. Godsdistriktet bestod i 1800-tallet af godserne Stoltelund (1853 til Slogs Herred), Årtoft, Søgård, Ladegård, Grøngrøft, Skovbølgård (1853 til Lundtoft Herred, som også havde optaget de gråstenske godser Fiskbæk, Gråsten, Kelstrup, Kiding og Årup), Avnbølgård, Sandbjerg, Ballegård, Bojskov (1853 til Nybøl Herred), Fresenhavn, Gaarde, Højlund, Lillehorn, Boversted, Bølsbøl, Klægsbøl, Mirebøl, (1853 til Bredsted Amt), Hoversvort (1853 til Ejdersted), Toftum (1853 til Viding Herred), Gram, Nybøl (1853 til Frøs Herred). Som følge af patrimonialjurisdiktionens afskaffelse i 1853 blev godsdistrikterne nedlagt og godserne igen underkastet amts- og herredsinddelingen..